# نبيلة الزبير
نبيلة علي محسن الزبير (ولدت في 1964) شاعرة وروائية يمنية. ولدت في قرية هغارة في منطقة حراز ودرست في جامعة صنعاء وحصلت على شهادة البكالوريوس في علم النفس. ساهمت في الصحف اليمنية الثورة، العروبة، الميثاق، والمرأة. نشرت كتابها الأول بعنوان قصائد من متوليات الكذبة الرائعة في دمشق في عام 1990. كذلك نشرت مجلدات أخرى من الشعر.
أعمال الزبير الشعرية ترجمت إلى اللغة الإنجليزية في مجلة بانيبال وأيضا في سنة 2008 أدرجت ضمن مختارات لغة للقرن الجديد: الشعر المعاصر من الشرق الأوسط، آسيا، وما بعدها.

## أعمالها
1. رواية إنه جسدي (فازت بجائزة نجيب محفوظ 2002)
2. زوج حذاء لعائشة